# Молдовська Суперліга
Молдовська Суперліга (рум. Super Liga) — найвища футбольна ліга Молдови. Починаючи з сезону 2018 року, у лізі змагаються 8 команд. Чемпіон Молдови здобуває путівку до першого кваліфікаційного раунду Ліги чемпіонів. Команди, які зайняли 2-ге і 3-тє місця, і команда-володар національного кубка потрапляють до Ліги Конференцій. Команда, яка зайняла 8-ме місце, вибуває до Дивізіону «А».

## Історичні назви
- Суперліга — 1992
- Національна Ліга — 1992—1996
- Національний дивізіон — 1996—2022
- Суперліга — 2022 — дотепер

## Всі переможці
| Сезон     | Чемпіон           | Срібний призер    | Бронзовий призер  |
| 1992      | «Зімбру»          | ФК «Тилігул»      | «Буджак»          |
| 1992—1993 | «Зімбру»          | ФК «Тилігул»      | «Молдова»         |
| 1993—1994 | «Зімбру»          | ФК «Тилігул»      | ФК «Кодру»        |
| 1994—1995 | «Зімбру»          | ФК «Тилігул»      | «Олімпія»         |
| 1995—1996 | «Зімбру»          | ФК «Тилігул»      | «Конструкторул»   |
| 1996—1997 | «Конструкторул»   | «Зімбру»          | ФК «Тилігул»      |
| 1997—1998 | «Зімбру»          | ФК «Тилігул»      | «Конструкторул»   |
| 1998—1999 | «Зімбру»          | «Конструкторул»   | ФК «Тилігул»      |
| 1999—2000 | «Зімбру»          | «Шериф»           | «Конструкторул»   |
| 2000—2001 | «Шериф»           | «Зімбру»          | ФК «Тилігул»      |
| 2001—2002 | «Шериф»           | «Ністру»          | «Зімбру»          |
| 2002—2003 | «Шериф»           | «Зімбру»          | «Ністру»          |
| 2003—2004 | «Шериф»           | «Ністру»          | «Зімбру»          |
| 2004—2005 | «Шериф»           | «Ністру»          | «Дачія»           |
| 2005—2006 | «Шериф»           | «Зімбру»          | ФК «Тирасполь»    |
| 2006—2007 | «Шериф»           | «Зімбру»          | «Ністру»          |
| 2007—2008 | «Шериф»           | «Дачія»           | «Ністру»          |
| 2008—2009 | «Шериф»           | «Дачія»           | «Іскра-Сталь»     |
| 2009—2010 | «Шериф»           | «Іскра-Сталь»     | «Олімпія»         |
| 2010—2011 | «Дачія»           | «Шериф»           | Мілсамі           |
| 2011—2012 | «Шериф»           | «Дачія»           | «Зімбру»          |
| 2012—2013 | «Шериф»           | «Дачія»           | ФК «Тирасполь»    |
| 2013—2014 | «Шериф»           | ФК «Тирасполь»    | «Веріс»           |
| 2014—2015 | «Мілсамі»         | «Дачія»           | «Шериф»           |
| 2015—2016 | «Шериф»           | «Дачія»           | Зімбру            |
| 2016—2017 | «Шериф»           | «Дачія»           | Мілсамі           |
| 2017      | «Шериф»           | Мілсамі           | Петрокуб Хинчешти |
| 2018      | «Шериф»           | Мілсамі           | Петрокуб Хинчешти |
| 2019      | «Шериф»           | Сфинтул Георге    | Петрокуб Хинчешти |
| 2020—2021 | «Шериф»           | Петрокуб Хинчешти | Мілсамі           |
| 2021—2022 | «Шериф»           | Петрокуб Хинчешти | Мілсамі           |
| 2022—2023 | «Шериф»           | Петрокуб Хинчешти | Зімбру            |
| 2023—2024 | Петрокуб Хинчешти | «Шериф»           | Зімбру            |
| 2024—2025 | Мілсамі           | «Шериф»           | Зімбру            |

## Чемпіонства по клубах
| Клуб        | Чемпіонств | Роки перемог |
| ----------- | ---------- | --- |
| «Шериф»     | 21         | 2000—2001, 2001—2002, 2002—2003, 2003—2004, 2004—2005, 2005—2006, 2006—2007, 2007—2008, 2008—2009, 2009—2010, 2011—2012, 2012—2013, 2013—2014, 2015—2016, 2016—2017, 2017, 2018, 2019, 2020—2021, 2021—2022, 2022—2023 |
| «Зімбру»    | 8          | 1992, 1992—1993, 1993—1994, 1994—1995, 1995—1996, 1997—1998, 1998—1999, 1999—2000 |
| «Мілсамі»   | 2          | 2014—2015, 2024—2025 |
| «Тирасполь» | 1          | 1996—1997 |
| «Дачія»     | 1          | 2010—2011 |
| Петрокуб    | 1          | 2023—2024 |